# Opharus corticea
Opharus corticea là một loài bướm đêm thuộc phân họ Arctiinae, họ Erebidae.